# Laim
Laim, Stadtbezirk 25 Laim – 25. okręg administracyjny Monachium, w Niemczech, w kraju związkowym Bawaria. W 2013 roku okręg zamieszkiwało 54 030 mieszkańców.